# BIBIS

Logo

BIBIS ist eine Bibliothekssystem-Software aus den Niederlanden.

## Geschichte
Die Bibliothekssoftware BIBIS wird seit 1985 von Square Information Systems BV entwickelt. Als eine der führenden europäischen Softwarelösungen für Bibliotheken (lt. Selbstauskunft des Anbieters) ist BIBIS in über 700 Unternehmens- und Spezialbibliotheken im Einsatz. Seit 2007 wird BIBIS smart library als webbasierte Lösung zur Miete angeboten. Der Name änderte sich später in 'BIBIS Bibliotheek System" (engl.: "BIB Library Portal").

## Technologie
BIBIS basiert ist seit Mitte der 90er Jahre vollständig web-basiert. Die Software läuft vollständig auf einem Webserver, z. B. IIS, und sowohl der OPAC als auch das eigentliche Verwaltungsprogramm lassen sich über einen Webbrowser bedienen.

## Aufbau
Die Bibliothekssoftware BIBIS ist modular aufgebaut und verfügt über folgende Grundmodule:
- Katalog
- Bestellwesen
- Neuerwerbungen
- Periodika
- Ausleihe
- Konfiguration

## Abgrenzung
BIBIS ist speziell für Unternehmens- und Spezialbibliotheken entwickelt worden, der Schwerpunkt liegt auf der Gestaltung und Optimierung von Geschäftsprozessen. Für öffentliche Bibliotheken und Universitätsbibliotheken ist BIBIS in erster Linie nicht geeignet. BIBIS verfügt über eine leistungsfähige Suchmaschine, die es ermöglicht, von Bibliothekaren erfasste Metadaten sowie mit Titeldaten verknüpfte Dokumente im Volltext zu indizieren.